# Leptogorgia riodouroi
Leptogorgia riodouroi is een zachte koraalsoort uit de familie Gorgoniidae. De koraalsoort komt uit het geslacht Leptogorgia. Leptogorgia riodouroi werd in 1937 voor het eerst wetenschappelijk beschreven door Stiasny. 